# Otagoa chathamensis
Otagoa chathamensis là một loài nhện trong họ Toxopidae.
Loài này thuộc chi Otagoa. Otagoa chathamensis được miêu tả năm 1970 bởi Raymond Robert Forster.